# Monte Perdido
Monte Perdido es el macizo calcáreo más alto de Europa. Ubicado en Aragón (España), en la comarca del Sobrarbe, se encuentra situado dentro de la vertiente sur del Pirineo central, en el parque nacional de Ordesa y Monte Perdido. Su pico más elevado es el Monte Perdido, con una altitud de 3348 metros sobre el nivel del mar.

## Descripción
El macizo de Monte Perdido, conocido como Las Tres Sorores o Treserols, lo componen los Picos de Monte Perdido (3348 m), Cilindro (3328 m) y Añisclo (3263 m) llamado también, este último, Soum de Ramond, dedicado al pireneísta Louis Ramond de Carbonnières, uno de los primeros exploradores y expertos de la alta montaña pirenaica. En este sector se encuentran 22 cimas de más de 3000 metros.
El macizo de Monte Perdido forma parte del parque nacional de Ordesa y Monte Perdido, constituido a su vez por cuatro valles de extraordinaria belleza: Ordesa al suroeste, Añisclo al sur, Escuaín al sureste y Pineta al este. Parte del macizo se interna al norte en territorio francés, formando parte del Parc National des Pyrénées, destacando el Valle y Circo de Gavarnie, otro impresionante circo glaciar que en su cabecera tiene una de las cascadas más altas de Europa, con más de 400 metros de caída vertical.
Monte Perdido es el pico de la izquierda y el de la derecha es el Cilindro (visto desde el norte).
En la cara norte del Monte Perdido se halla uno de los pocos glaciares que siguen existiendo en el Pirineo, aunque en lento pero continuo retroceso. Se trata de una lengua con mucha pendiente, que tiene un frente de unos 750 metros y va desde los 2700 a los 3250 metros de altitud.
Entre los montañeros, Monte Perdido goza de una gran popularidad debido a que es un tresmil relativamente fácil de acometer. La vía normal de ascensión se efectúa a través del refugio de Góriz (2160 m), donde es habitual pernoctar, y el canal de "la escupidera", uno de los puntos negros del Pirineo donde han muerto muchos escaladores intentando alcanzar la cima.
Este macizo está incluido dentro de la Reserva de la biosfera Ordesa-Viñamala declarada por la Unesco en 1997.

## Historia
Ramond de Carbonières  fue uno de los primeros en estudiar los Pirineos y precursor de la conquista del Monte Perdido desde que lo identificara en 1787 desde la cumbre del Midi de Bigorre (en el Pirineo francés). A partir de 1796 se consagra como profesor de Historia natural en la nueva Escuela Central de Tarbes. Sus cursos encuentran inmediatamente un gran éxito. Como un especialista en Botánica y en Geología de los Pirineos centrales, se pone, en 1797, a proyectar lo que tanto había deseado: alcanzar la cima del Monte Perdido para saldar la controversia que tenían Dolomieu y Lapeyrouse sobre la edad primitiva de los calcáreos de la cadena central.
La expedición, que comprendía a quince personas como Picot de Lapeyrouse y muchos de los alumnos de Ramond, hallan numerosos fósiles, mas no alcanzan la cumbre. La minuta de la ascensión aparece en 1797 con el título de Voyage au Mont-Perdu et dans la partie adjacente des Hautes-Pyrénées. El 7 de septiembre de 1797,  acompañado de sus alumnos como Charles-F. Brisseau de Mirbel (1776-1854), Ramond de Carbonnières intenta subir una segunda vez. El administrador y forestador Étienne-François Dralet (1760-1844) participa en esta ascensión.
Pero no es así hasta 1802 cuando al fin la alcanza. Para ello, lanza a los guías Rondo y Laurens, acompañados de un pastor de Pineta, hacia la cumbre. El 10 de agosto de 1802, cuatro días después de la conquista del Monte Perdido por estos tres hombres, pagados por Carbonières, este repite el recorrido. Ramond relata su expedición en el Journal de Mines, lo que le valdrá un reconocimiento de los científicos de su época.

## La flora y la vegetación
El hecho de ser el macizo calcáreo más alto de Europa hace que tenga también una flora muy singular. De las cerca de 3500 especies de plantas vasculares que podemos encontrar en el Pirineo, apenas 150 son capaces de superar los 3000 m de altitud, y de ellas 95 han sido localizadas en los 34 "tresmiles" del Macizo de Monte Perdido y cercanías. Solo las tres puntas de los Gabietos reúnen a medio centenar de ellas. 
Sin embargo, debemos destacar que no todas las cimas tienen las mismas plantas, y solo un puñado se repiten, como Saxifraga pubescens, Saxifraga oppositifolia, Androsace ciliata, Linaria alpina alpina, Minuartia cerastiifolia o Pritzelago alpina alpina, por citar solo las más comunes.

## Patrimonio de la Humanidad
«Pirineos - Monte Perdido» es un sitio Patrimonio de la Humanidad desde el año 1997, con ampliación en el 1999. Afecta, en Francia, al departamento de Altos Pirineos, y en España, a los municipios de Torla-Ordesa, Fanlo, Tella-Sin, Puértolas, Bielsa y Broto, todos ellos en la provincia de Huesca.
Según la página web de la UNESCO, 

este destacado paisaje montañoso, que cruza las fronteras nacionales de Francia y España, se centra alrededor del pico del Monte Perdido, un macizo calcáreo que se alza hasta los 3352 m. El lugar, con un área total de 30.639 ha, incluye dos de los más grandes y profundos cañones en el lado español y tres grandes paredes de circo en las laderas francesas, lado más abrupto, presentaciones clásicas de estas formas geológicas. El lugar es también un paisaje pastoral que refleja una forma de vida agrícola que en el pasado estuvo extendida en las regiones elevadas de Europa pero que actualmente sólo sobrevive en esta parte de los Pirineos. Así proporciona una vista interior excepcional a la sociedad europea del pasado a través de su paisaje de pueblos, granjas, campos, pastos de altura y carreteras de montaña.